# Wat Chom Chang
De Wat Chom Chang is een ruïne van een oude chedi in Chiang Saen in Thailand. De ruïne ligt onder de schrijn van de Wat Phra That Chom Kitti.